# Der Wald ist wie die Berge
Der Wald ist wie die Berge ist ein Dokumentarfilm von Christiane Schmidt und Didier Guillain.
Durch die Jahreszeiten begleitet der Film eine Familie und ihre Dorfgemeinschaft in den rumänischen Karpaten bei ihren Strategien des Überlebens und den kleinen Wundern des Alltags. Der Wald ist wie die Berge ist die Abschlussarbeit von Christiane Schmidt an der Hochschule für Fernsehen und Film München und feierte seine Premiere bei den Internationalen Filmfestspielen Berlin 2014 in der Sektion „Forum“.
Am 7. Mai 2015 startete der Film im deutschen Kino, Kinostart in Brüssel war der 18. September 2014.

## Handlung
Durch die Jahreszeiten begleitet der Film die Familie Lingurar, die in vier Generationen in ihrer Dorfgemeinschaft in den rumänischen Karpaten lebt. Der Alltag der Erwachsenen ist bestimmt von der Notwendigkeit, ständig neue Quellen des Überlebens zu finden. Die einzig beständige Grundlage ist das, was der Wald gerade zum Leben hergibt. Die ältere Generation sehnt sich nach der Sicherheit der verloren gegangenen Industrie-Arbeitsplätze in der nahegelegenen Stadt. Für die Jugendlichen ist die Sehnsucht nach der großen Liebe zentral. Ihre Mitarbeit auf dem Feld ist selbstverständlich. Die immer weniger werdenden Erntejobs sind hier die einzige Möglichkeit, seinen Lebensunterhalt zu verdienen. Die Kinder erkunden mit Erfindungsreichtum ihre Umgebung und bleiben zugleich nicht unberührt von den existentiellen Sorgen ihrer Familien.

## Rezeption

### Kritiken
„Christiane Schmidt, die die Kamera gemacht hat, und Didier Guillain, zuständig für den Ton, haben aus dem Leben dieser Menschen eine Art Weltgedicht gemacht, (…) Ein Weltgedicht, das einerseits sehr konkret die sozialen Umstände in den Blick nimmt, andererseits immer wieder ganz beiläufig das Leben selbst in seiner ganzen Größe und Schwierigkeit vor Augen führt.“

„Man spürt in der Szene dieses grossartigen Films, dass er auf persönlicher Nähe zu den Menschen beruht. Christiane Schmidt und Didier Guillain geben im Abspann zu erkennen, dass sie seit 2004 immer wieder in dieser Region waren und durch die Patenschaft für Anamaria, die jüngste Tochter von Aron und Elena Lingurar, de facto Familienmitglieder geworden sind. Diese Nähe verwandelt der Film aber in Objektivität: Er erzählt zugleich von Individuen und von einer Lebensform, der es zunehmend an ihren Grundlagen mangelt.“

„Ode an die Roma. Lyrisch-assoziativ verbindet die (…) Dokumentation in teils atemberaubenden Tableaus visuelle Schönheit und intime Nähe zu den Menschen. Gerade über die zurückhaltende Beobachtung, den liebe- und humorvollen Blick auf verschiedene Generationen in engem Miteinander transportiert sich jenseits von Armutsvoyeurismus oder romantisierender Verklärung eine große Nähe zu den Protagonisten.“

„In der Schönheit seiner Bilder stellt der Film ein Geschenk der Zuneigung und Würde dar. Ein bilderstarker Film, der vorschnellen Urteilen das aufmerksame Beobachten entgegenhält, doch dabei den größeren sozialen Kontext nicht aus den Augen verliert.“

### Auszeichnungen und Nominierungen
- 2014: Förderpreis der Stadt Duisburg bei der Duisburger Filmwoche[9]
- 2014: Preis für die beste Nachwuchsbildgestalterin – Internationales Frauenfilmfestival Dortmund/Köln[10]
- 2015: Sachtler Kamerapreis bei der Nonfiktionale[11]
- 2015: Dokumentarfilmpreis Provinziale Eberswalde[12]
- 2015: Nominierung Michael Ballhaus Preis – First Steps 2015[13]

## Festivalteilnahmen (Auswahl)
- 2014 Berlinale – Internationale Filmfestspiele Berlin/Forum[14]
- 2014 Visions Du Réel Festival für Dokumentarfilm, Nyon[15]
- 2014 Internationales Frauenfilmfestival Dortmund/Köln[16]
- 2014 Internationales Dokumentarfilmfestival München[17]
- 2014 Astra Film Sibiu[18]
- 2014 Mostra Sao Paulo[19]
- 2014 Duisburger Filmwoche[20]
- 2014 Scanorama European Film Forum[21]
- 2015 Beeld voor Beeld Amsterdam[22]
- 2015 Nonfiktionale[23]
- 2015 Dokumentarfilmwoche Hamburg[24]
- 2015 Filmfest Eberswalde[12]
- 2017 Ake Dikhea Roma-Filmfestival[25]
- 2018 Tehara Filmfestival, Malmö[26]
- 2018 Cinéma Documentaire: Doc à Lu, Nantes[27]